# ماكسيميليانو أندرادا
ماكسيميليانو أندرادا (بالإسبانية: Maximiliano Andrada)‏ هو لاعب كرة قدم بوليفي وأرجنتيني، ولد في 5 أكتوبر 1985 في روساريو في الأرجنتين. لعب مع Sport Boys Warnes ‏.